# Pertya sinensis
Pertya sinensis là một loài thực vật có hoa trong họ Cúc. Loài này được Oliv. miêu tả khoa học đầu tiên năm 1892.